# Crane-sziget
A Crane-sziget az Amerikai Egyesült Államok Washington államának San Juan megyéjében fekszik.
A sziget a Wasp-szigetekként (a partokon előforduló sziklák miatt „kőhalomként” is) ismert csoport legnagyobb tagja. A név Charles Wilkestől, a Wilkes-expedíció vezetőjétől ered; a névadó a Wasp nevű hadihajó.
A Crane-sziget első lakója a Pole-hágó közelében élő családból származó Walter P. Cadwell volt, aki zöldség- és gyümölcstermesztéssel foglalkozott. Cadwell a területet 1906-ban eladta John C. Hammondnak. 1959-ig mészkőbánya és madárnevelő telep is működött.
Az Island Properties 1960-ban területfejlesztésbe kezdett.

## Fordítás
- Ez a szócikk részben vagy egészben  a   Crane Island (Washingtn) című angol Wikipédia-szócikk ezen változatának fordításán alapul.  Az eredeti cikk szerkesztőit annak laptörténete sorolja fel. Ez a jelzés csupán a megfogalmazás eredetét és a szerzői jogokat jelzi, nem szolgál a cikkben szereplő információk forrásmegjelöléseként.